# فلافل
الفلافل وتُسمى الطعمية في معظم أنحاء مصر والسودان، وتسمى الباجية في اليمن، وجيبوتي وشمال الصومال. هي عجينة تقلى بالزيت، شكلها على هيئة كرات (أزرار)، أو دواليب، أو أقراص، تصنع من الحمص، أو الفول (الباقلاء)، أو كليهما، وهي طعام تقليدي في مطبخ الشرق الأوسط، وتؤكل اليوم في جميع أنحاء العالم حيث تعتبر وجبة نباتية سريعة (أكل الشارع).

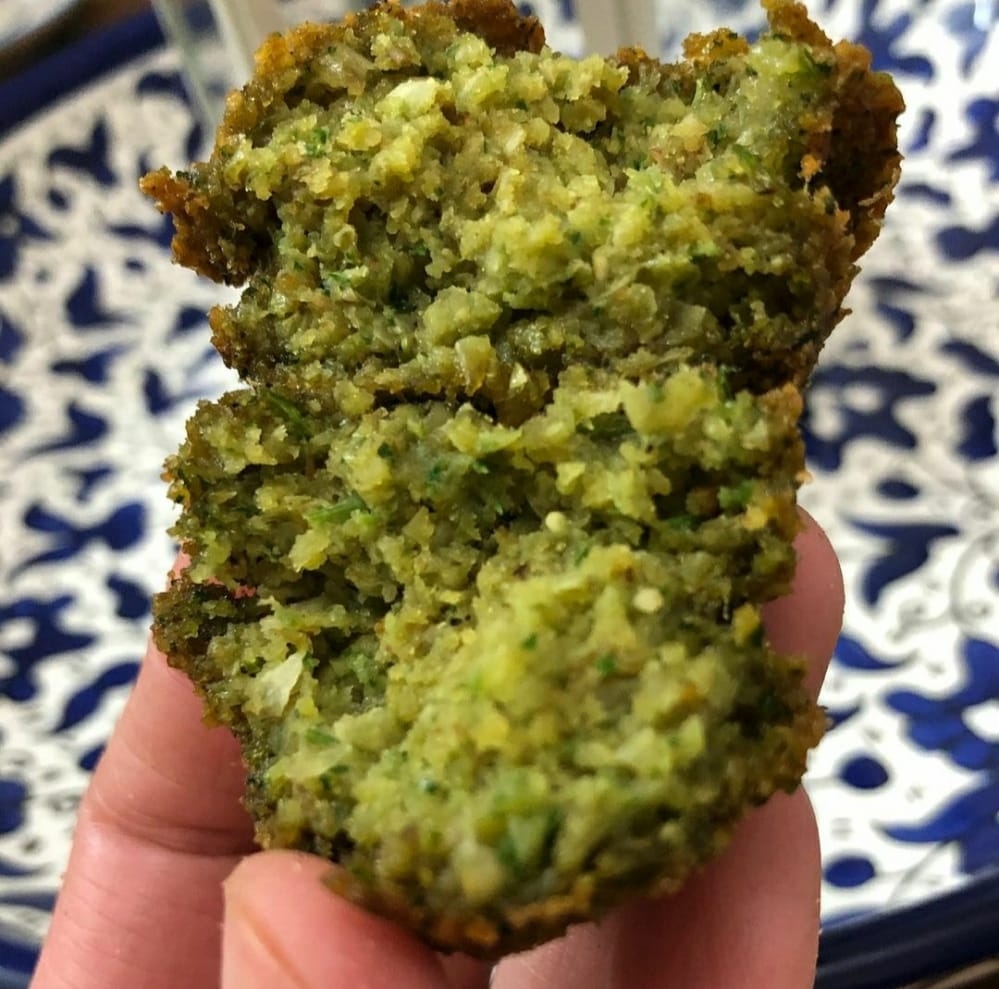
عجينة الفلافل بعد القلي

## التسمية
أحد القواميس القبطية يقترح أن الأصل جاء من العبارة (Φα Λα Φελ) بمعنى «الذي يحتوي على الكثير من الفول»; ومع ذلك، فإن القاموس الاشتقاقي القبطي لا يحتوي على الكلمة.
كلمة فلافل التي تعود إلى اللهجة المصرية تم عولمتها إلى العديد من اللغات الأخرى وتنتشر في جميع أنحاء العالم كاسم لهذا الطعام. في اللغة الإنجليزية، تم توثيقها لأول مرة في عام 1941. انتشرت الكلمة وأصبحت تستخدم في لغات أخرى مثل الفارسية pilpil (پلپل).
الفلافل تعرف أيضا باسم (طعمية، أص‌د: [tˤɑʕˈmejjɑ]) في أجزاء عديدة من مصر; الكلمة مشتقة من تصغير كلمة «طعام» باللغة الفصحى; وتشير إلى «وحدة» من الجذر السامي في هذه الحالة (ط ع م، له علاقة بالطعم أو الطعام)، مما يعني «قطعة صغيرة من الطعام» أو «شيء صغير ذو طعم». ومع ذلك، في الإسكندرية، تسمى فلافل.
كلمة فلافل يمكن أن تشير إلى الكرات (أو الأشكال الأخرى) أنفسها أو الشطائر التي تحتوي عليها.

## معلومات غذائية عن الفلافل
تحتوي قطعة الفلافل (150 غرام تقريباً)، بحسب موقع شهية، على المعلومات الغذائية التالية:

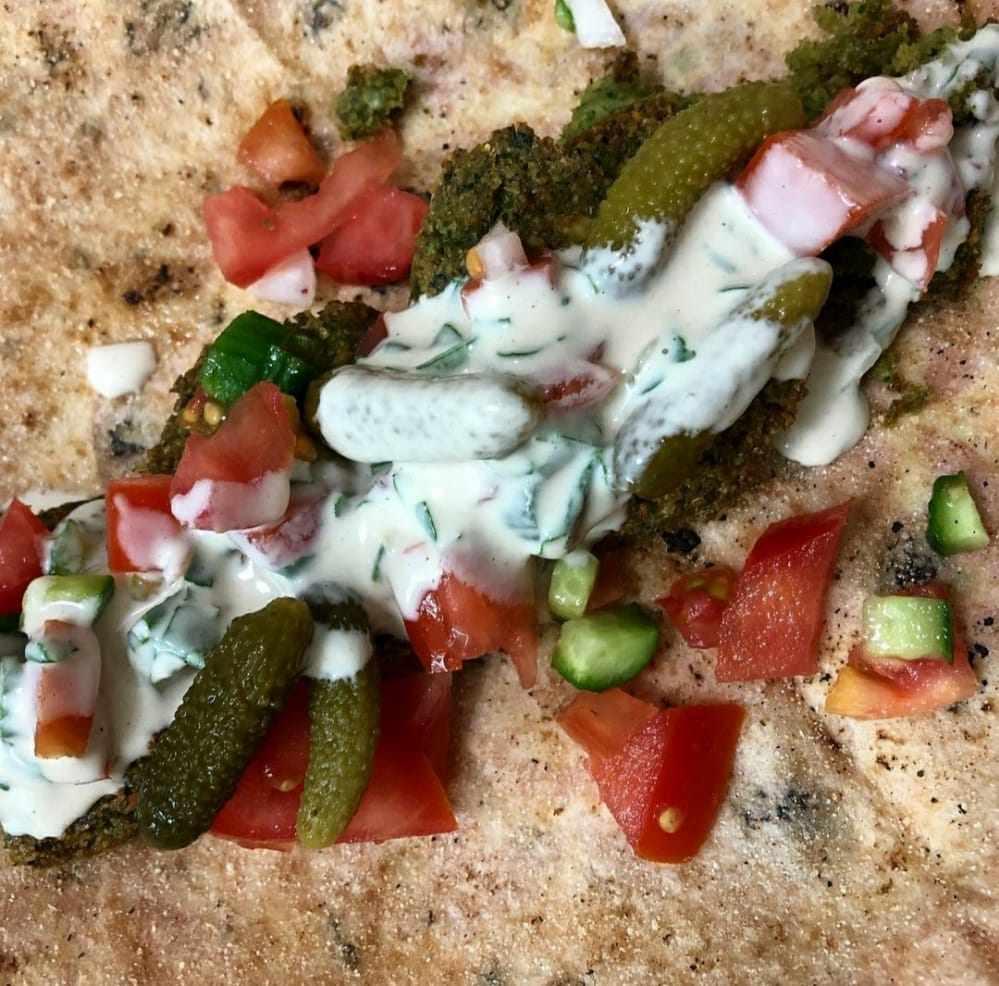
لفة من الفلافل بخبز الشراك.

- السعرات الحرارية: 288
- الدهون: 7
- الدهون المشبعة: 1
- الكوليسترول: 0.5
- الكاربوهيدرات: 42
- البروتينات: 15

مع عدم احتساب الزيت النباتي.

## التحضير
تصنع من البقول اليابسة والمنقوعة لفترة بالماء ثم تطحن وتعجن وتبهّر ثم تًُقلى في الزيت الحار على شكل أقراص. والفلافل نوعان إمّا مصنوعة من الفول (الباقلاء) المطحون كما هو متّبع في مصر، أو من الحمص المطحون كما تجري عليه العادة في بلاد الشام والسودان، أو بكليهما الفول الحمص مخلوطين معًا. وتُقلى الفلافل بشكل يدوي أو بشكل نصف يدوي باستعمال قوالب نحاسية أو باستخدام آلات حديثة.
عادة ما تقدم مع الخبز، أو ملفوفة في الخبز المعروف باسم طابون; كلمة «فلافل» أيضا في كثير من الأحيان تشير إلى الشطيرة التي يتم إعدادها بهذه الطريقة. كرات الفلافل توضع عادة مع السلطات والخضروات المخللة، والصلصة الحارة، وطبق من الطحينة. كرات الفلافل يمكن أيضا أن تؤكل وحدها كوجبة خفيفة أو يتم تقديمها كجزء من المقبلات.

## في مصر والسودان
تعتبر الطعمية جزءاً لا يتجزأ من مطبخ مصر والسودان. تاريخها عتيق حيث أنها طعام الأقباط في العصور القديمة كوجبة صيام نباتية خالية من أي لحوم" وفي الأسكندرية أول من أطلقوا عليها اسم فا-لا فل وهي كلمة قبطية تعني "ذات الفول الكثير". وتعد الطبق الرئيسي لوجبة الإفطار في الصباح لدي الملايين، وطبقاً رئيسياً في طعام نسبة لا يستهان بها من المصريين على مدار اليوم. وذلك لما للطعمية من صلة وثيقة بطبق الفول في الأيام العادية.
والقيمة الغذائية للطعمية جيدة حيث تحتوي على البروتين النباتي (من الفول) وخصوصا وأنها تؤكل مع السلطة الخضراء. وهي تساعد على مقاومة الإحساس بالجوع. وعلى الرغم من ذلك تكاد الطعمية أن تختفي من موائد المصريين في رمضان لما تسببه من شعور بالحموضة والعطش لدى من يتناولها، وتظهر في باقي أيام العام.
الطريف أن الطعمية كانت في الماضي أساس طعام الفقراء، وباتت الآن جزءاً من فواتح الشهية على موائد الأثرياء الذين تفضل قوائم أطعمتهم الاطعمة الشعبية بوجه عام كفاتح للشهية مثل الكشري والبصارة وغيرها من الأكلات. وفي مصر وعلى الرغم من الاتفاق على مكونات عجينة الطعمية، إلا أن اسمها يختلف ما بين وجه بحري الذي يطلق عليها لفظة فلافل، والقاهرة ووجه قبلي الذين يطلقون عليها لفظة طعمية. ولقد عرفت الطعمية مثلما يقول التاريخ منذ عصر الفراعنة ولكن ليس من المعروف بالتحديد السنة التي بدأت تحتل فيها مكاناً على موائد الطعام المصرية.
ويتم خلطها وتشكل في شكل الأقراص وتُقلى في الزيت وتُنشل من الزيت بعد تحميرها وتجفف من الزيت. عادة تؤكل الطعمية في وجبة الإفطار وأحيانا في وجبة العشاء وغالباً ما يصاحبها كوب الشاى الأحمر والكثير من المخلل أو كما يطلق عليه في مصر الطرشى وأحيانا أخرى الفجل الأخضر.
الطعمية الاسكندراني تمتاز مدينة الإسكندرية بتقديم نوع مختلف قليلا من الطعمية عن مثيلتها في القاهرة وتعتمد طعمية الإسكندرية على إضافة البهارات إليها خاصة الشطة، حيث تضاف إلى المقادير السابقة القليل من الشطة حسب الرغبة بالإضافة إلى الكزبرة الجافة.

## في سوريا

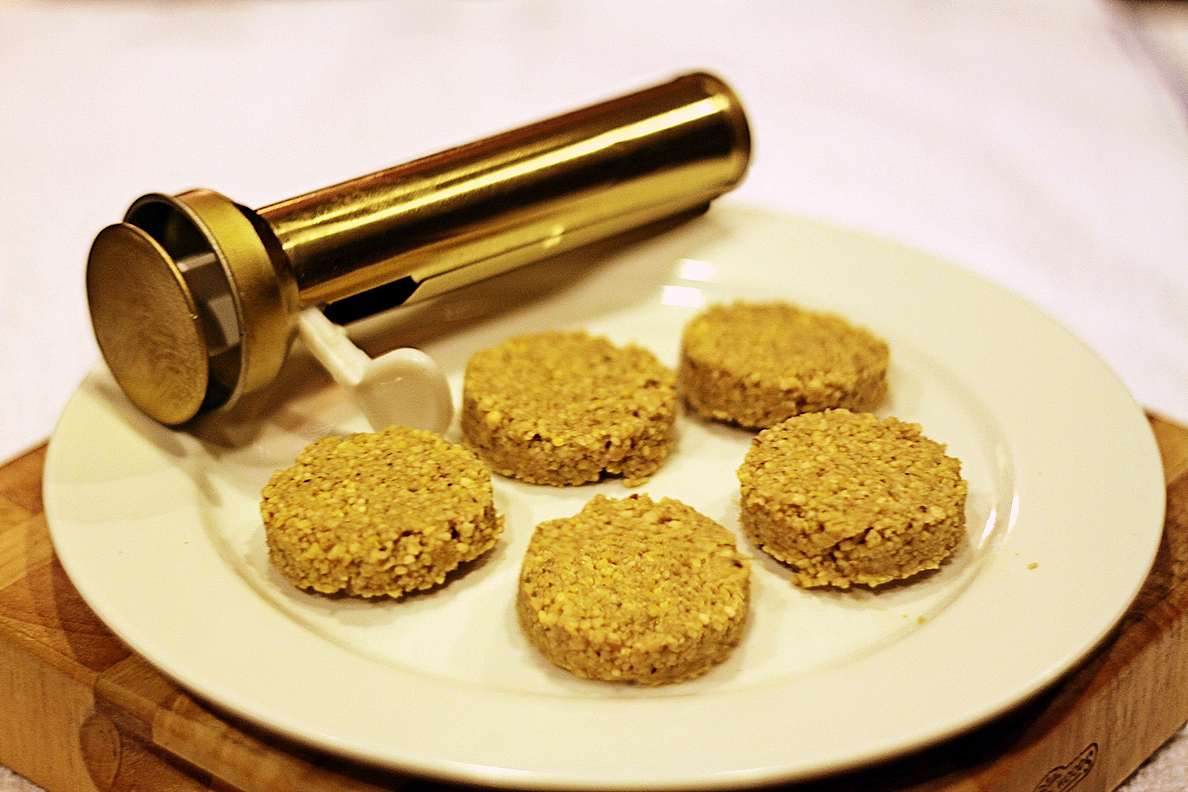
كرات من الفلافل قبل عملية القلي كما تظهر أيضاً أداة الضغط في حين عدم تكويرها يدوياً

للفلافل شهرتها ومذاقها المميز في سوريا وتعتبر من التراث الشعبي، يصفى الحمص (فقط من دون فول) من ماء النقع جيدا ويطحن في مطحنة اللحمة أو الخلاط الكهربائي. تكرر عملية الطحن أكثر من مرة كي نحصل على مطحون الحمص ناعما. أثناء الطحن يضاف بين الحين والحين المكونات الأخرى (الملح والثوم والبصل والكزبرة). عند الانتهاء من عملية طحن جميع المواد، يوضع الخليط في وعاء ويخلط جيدا. تضاف البهارات (الكمون، الفلفل الأسود، الكزبرة الناشفة وملح الطعام)، تُذاب البيكاربونات في نصف كوب ماء ويصب فوق المكونات ويخلط جيدا ويستخدم قالب خاص لتشكيل حبات الفلافل.
يضاف فوق حبة الفلافل بعد قليها القليل من السماق والسمسم حسب الرغبة. يُمكن أن تنقرش أو أن توضع في شطيرة او لفة مع خلطة اللبن بالطحينة أو المسبحة الشامية (الحمص الناعم بالطحينة)، وشرحات البندورة والمخلل بنوعيه (خيار ولفت) والبقدونس، والبعض يضيف خضار ورقية مثل الخس أو الملفوف ودبس الرمان أو شرحات من الليمون.

## في السعودية
في السعودية تصنع من البليلة (الحمص) وإضافة بقدونس وكزبرة وملح وكمون وفلفل (بصل على حسب الرغبة) في البداية ينقع الحمص في الماء لمدة يوم أو أكثر ثم يفرم مع باقي المحتويات ويكون جاهزا للقلي.

## في العراق

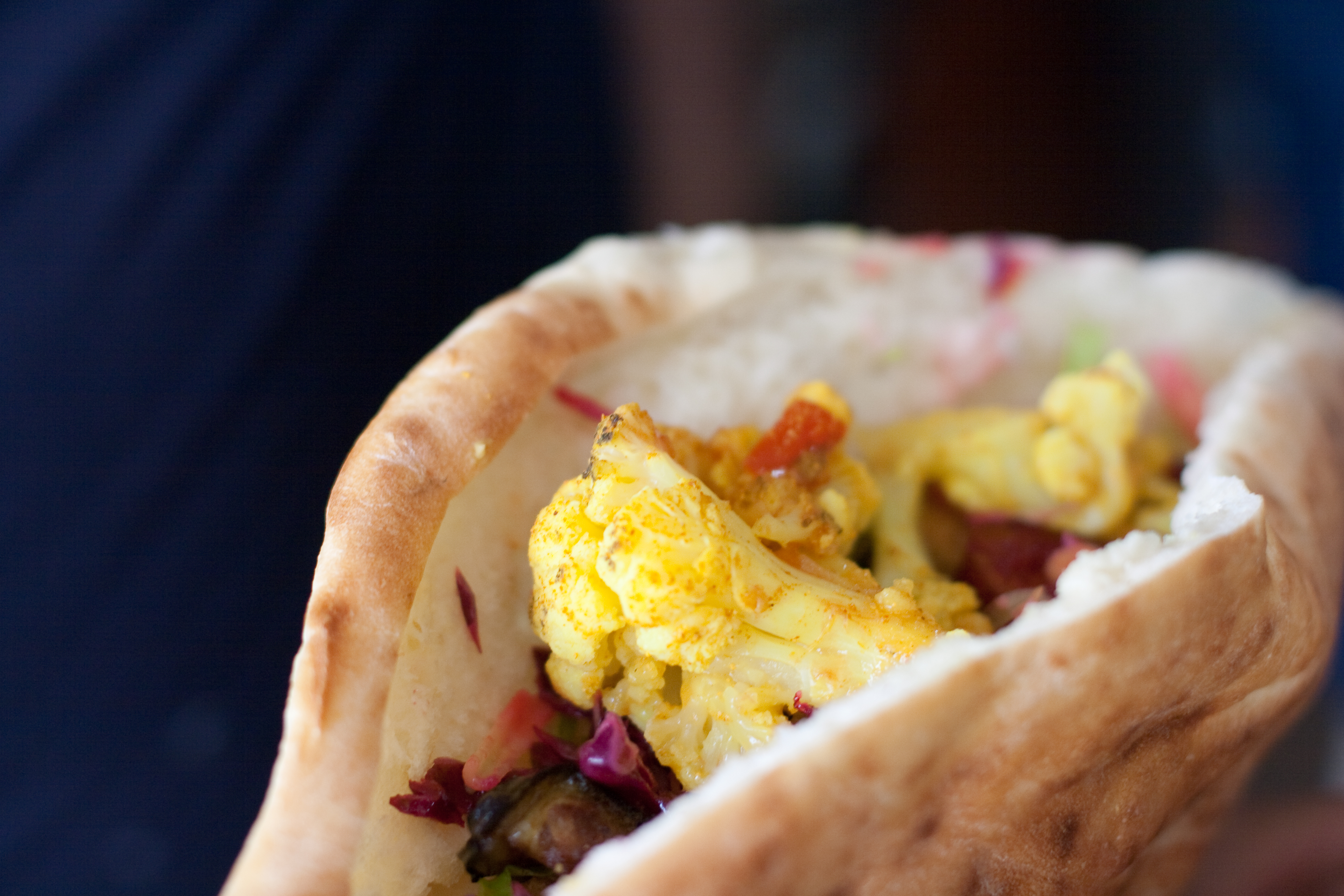
صمونة بالفلافل.

يتم نقع الحمص في الماء لمدة معينة ما يقارب ليلة كامل (12 ساعة) وبعد ذلك يصفى من هذا الماء ويطحن في مطحنة اللحم ويطحن معه قليل من البصل والثوم ويعجن سوياً ويضاف للعجين البهار وقليل من البيكاربونات ويخلط جيدا ويتم قليه، ثم يوضع في الصمون ويوضع فوقه العمبة العراقية، وتعمل صمونات (لفات) في الصمون الحجري العراقي وهي مثل الموجودة بسوريا باستثناء العمبة والصمون.
الصمون والعمبة تجعل مذاق الفلافل العراقية تختلف عن بلاد الشام. وهي الوجبة السريعة الأولى بالعراق للذة طعمها ورخص ثمنها.

## في فلسطين
تصنع من الحمص ويضاف إليها البقدونس والشطة الحارقة، يتم قليها في الزيت باستعمال قوالب معدنية.وتوضوع في الشطيرة، ويضاف إليها الحمص أو الفول (الباقلاء) أو السلطات المختلفة.
كما وانتشرت المطاعم السريعة في مدن فلسطين ويتم قليها كذلك داخل البيوت كوجبة غذاء.

## في لبنان

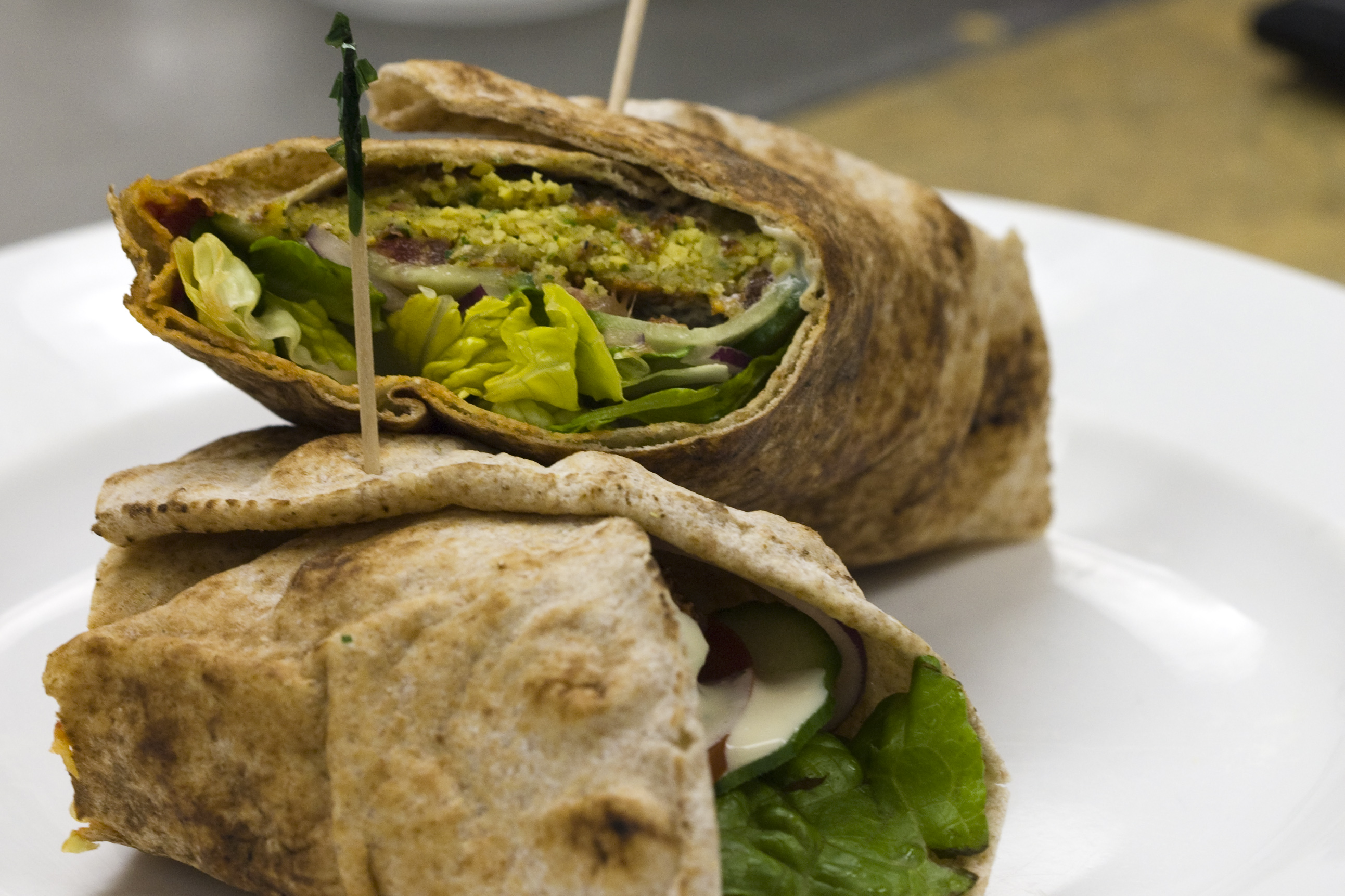
لفة من الفلافل

تصنع الفلافل في لبنان من خليط الحمص والفول المطحونين مضاف إليها البهارات. يدوَّر الخليط ليصبح أقراص باستعمال قالب خاص بالفلافل ثم تقلى بوعاء ممتليء بزيت قلي يغلي في وعاء نحاسي عميق. تسحب عند استوائها لتبرد وتجفيفها من الزيت.

## اليوم العالمي للفلافل
في الثاني عشر من يونيو، يحتفل العالم باليوم العالمي للفلافل تلك الوجبة التي يحبها الكبار والصغار من جميع أنحاء العالم، الوجبة التي توصف بإنها من أكلات الشارع الشهيرة.

## وصلات خارجية
- وصفة الفلافل المصرية مع معلوماتها الغذائية
- أسهل طريقه للفلافل - الطعمية من موقع فتكات
- الفلافل اللبنانية - دار النهار - يو تيوب على يوتيوب
- طريقة عمل الطعمية الاسكندرانى المحشية